# Thysanopyga puatartia
Thysanopyga puatartia är en fjärilsart som beskrevs av Dyar 1924. Thysanopyga puatartia ingår i släktet Thysanopyga och familjen mätare. Inga underarter finns listade i Catalogue of Life.